# 阿伦斯堡
阿伦斯堡（德語：Ahrensburg，德語發音：[ˈaːʁənsˌbʊʁk] ⓘ）是德国石勒苏益格-荷尔斯泰因州的市镇，隶属于施托尔曼县。总面积为35.29平方千米，截至2023年12月31日总人口为34,601人。

## 友好城市
截至2021年10月，阿伦斯堡共与四座城市结为友好城市关系：
- 西班牙 埃斯普卢加斯（1988年）
- 奥地利 费尔德基兴（1989年）
- 德国 路德维希斯卢斯特（1990年）
- 爱沙尼亚 维尔扬迪（1998年）